# Spuren im Sand
Spuren im Sand (Originaltitel: 3 Godfathers) ist ein US-amerikanischer Western von Regisseur John Ford aus dem Jahr 1948 nach einer Erzählung von Peter B. Kyne. Die Hauptrollen sind mit John Wayne, Pedro Armendáriz und Harry Carey junior besetzt.

## Handlung
Die Viehdiebe Robert, Pedro und William kommen in die Kleinstadt Welcome, Arizona, um die dortige Bank auszurauben, doch der Überfall misslingt, William wird angeschossen, und die drei fliehen in die Wüste. Sie versuchen ihren Verfolgern zu entkommen, doch zu ihrem Unglück hat der Marshall von Welcome, Buck Sweet, bei ihrer Flucht ihren Wasserschlauch zerschossen und, ihre Taktik vorausahnend, Leute an den nächsten Wasserstellen postiert. Als sie in der Wüste eine andere Wasserstelle aufsuchen wollen, finden sie diese durch die Tat eines leichtsinnigen Stadtmenschen zerstört vor und in der Nähe einen Planwagen stehen, in dem sich dessen hochschwangere Frau, die Nichte des Sheriffs, befindet. Die drei helfen ihr, das Kind zur Welt zu bringen. Die Frau ist dem Tode nahe und die Männer versprechen ihr, für das Kind zu sorgen, bis es erwachsen ist. Aus Dankbarkeit benennt sie ihr Kind nach ihren Helfern, Robert William Pedro, und macht die drei Männer zu seinen Paten. Kurz darauf stirbt sie.
Weil sie kein Wasser mehr gewinnen können, um sich und das Baby zu versorgen, und wegen der Verfolger im Nacken beschließen die drei, inspiriert durch eine im Gepäck der toten Mutter gefundene Bibel, das Baby durch die Wüste in das Städtchen New Jerusalem zu bringen. Doch auf dem Weg stirbt der verwundete William an Erschöpfung und Pedro verübt mit Roberts Revolver Selbstmord, um nicht leiden zu müssen, nachdem er sich bei einem Sturz das Bein gebrochen hat. Im Delirium gelingt es Robert, sich und das Baby in die Stadt New Jerusalem zu bringen, wo er am Weihnachtsabend halbtot in einen Saloon torkelt.
Der Marshall indessen hat den Planwagen entdeckt und vermutet, dass die Bankräuber seine Nichte getötet haben. Es gelingt ihm, Robert in New Jerusalem einzuholen, doch aufgrund seiner Rettungsaktion wird Robert in Welcome bald als Held gefeiert. Da er sich standhaft weigert, sein Patenkind für immer seinem Onkel, dem Marshall, zu überlassen und damit sein der Mutter des Kindes gegebenes Versprechen zu brechen, wird er vom Geschworenengericht zu der geringstmöglichen Strafe von einem Jahr und einem Tag Gefängnis verurteilt und von der gesamten Stadt auf dem Weg zum Bahnhof als teurer Freund verabschiedet.

## Hintergrund
John Ford hatte die Geschichte 1919 schon einmal als Stummfilm unter dem Titel Marked Man verfilmt. Eine der Hauptrollen spielte damals Harry Carey, der Vater des Darstellers, der in der Version von 1948 den William spielt. Im Jahr 1930 von William Wyler (deutscher Titel: Galgenvögel) und 1936 unter Regie von Richard Boleslawski (der Alternativtitel lautete Hell’s Heros, deutscher Titel: Helden aus der Hölle) war die Geschichte unter demselben Originaltitel auch verfilmt worden.
Das männliche Baby, das John Wayne in einer Szene eincremt, wird von einem Mädchen dargestellt.
John Ford musste auf einen Trick zurückgreifen, damit die Szene, in der Deputy Curley ein Muli aus dem Zug zieht, auch klappte. Das Tier war nämlich äußerst störrisch und ließ sich nicht von der Stelle bewegen. Ford ließ die Gleise manipulieren, sodass der Waggon seitlich fahren konnte. Immer dann, wenn der Darsteller das Tier nach vorne zog (also aus der Seitentür heraus), wurde der Waggon nach hinten geschoben.
Der Film diente teilweise als Vorlage zu Satoshi Kons Animationsfilm Tokyo Godfathers.

## Kritiken
Der Motion Picture Guide schrieb seinerzeit, der Film sei ein „wundervoller, zu Herzen gehender Western über einen ‚Bad Guy‘, der durch Liebe und Opferbereitschaft ‚erlöst‘ wird“. „Ein eher peinliches, wenn auch in seiner Naivität amüsantes Filmchen“, befand hingegen Thomas Jeier in Der Western-Film.
Der film-dienst bezeichnete den Film als einen mit „viel Selbstironie erzählte[n] Western, dessen Landschaftsaufnahmen Atmosphäre schaffen, dessen augenzwinkernde Verbindung mit der biblischen Weihnachtsgeschichte aber nicht immer glückt“. Auch für den Evangelischen Filmbeobachter war Spuren im Sand „[e]in typisches amerikanisches Erzeugnis, das das Wild-West-Milieu kunstvoll ins Bild bringt, in seinen religiösen Anspielungen jedoch nicht überzeugen kann“.

## Synchronisation
Die deutsche Synchronbearbeitung entstand 1956 im MGM-Synchronisations-Atelier Berlin. Dialogregie führte Harald Philipp. Für die DVD-Veröffentlichung 2007 entstand eine zweite Synchron-Fassung von der Blackbird Music Musik- u. Filmsynchron, Berlin, in der Thomas Danneberg die Rolle von John Wayne spricht. Das Dialogbuch schrieb Lutz Riedel. Für die Dialogregie war Frank Glaubrecht verantwortlich.
| Rolle                      | Darsteller       | Synchronsprecher  | DVD Synchro 2007   |
| -------------------------- | ---------------- | ----------------- | ------------------ |
| Robert Marmaduke Hightower | John Wayne       | Wolfgang Lukschy  | Thomas Danneberg   |
| Pedro Roca Fuerte          | Pedro Armendáriz | Stanislav Ledinek | Abelardo Decamilli |
| William „Abilene Kid“      | Harry Carey Jr.  | Klaus Herm        | Simon Jäger        |
| Perley Sweet               | Ward Bond        | Eduard Wandrey    | Roland Hemmo       |
| sterbende Mutter           | Mildred Natwick  | Tilly Lauenstein  | Katharina Koschny  |
| Oliver Latham              | Charles Halton   | Hans Hessling     | Peter Groeger      |
| Curley                     | Hank Worden      | Walter Bluhm      | Hans Hohlbein      |